# Nachtschicht – Ladies First
Nachtschicht – Ladies First ist ein deutscher Fernsehfilm aus dem Jahr 2016. Der vierzehnte Teil der ZDF-Krimireihe Nachtschicht feierte auf dem Filmfest Hamburg am 1. Oktober 2016 Premiere und wurde am 20. Februar 2017 erstmals im ZDF ausgestrahlt.

## Handlung
Hauptkommissar Erichsen und Yannick Kruse vom Hamburger Kriminaldauerdienst werden in der Nacht zu einem recht spektakulären Autounfall gerufen. Unfallbeteiligter ist Jacky Herbst, ein erfolgreicher Comedian, der auf dem Weg zu einem Auftritt ist. Er behauptet, es sei auf das Auto geschossen worden und er hätte auf der Brücke einen Sniper gesehen. Die Beamten können jedoch auf den ersten Blick keine Beschussschäden feststellen, dagegen stehen sowohl der angebliche Fahrer Holm Brülls und auch Jacky Herbst unter Drogeneinfluss. Erst später findet ein Beamter zwei Patronenhülsen und als kurze Zeit später Holm Brülls tatsächlich erschossen wird, müssen die Beamten den Hinweis ernst nehmen. 
Ein begründeter Verdacht fällt auf den vorbestraften Gewalttäter und Dealer Marvin Weber, dem Jacky Herbst Geld schuldet und der ihn gerade erst mit einer Pistole bedroht hatte. Da sich jedoch die Schüsse auf das Auto sehr schnell als ein „Dummerjungestreich“ eines Zwölfjährigen herausstellen, von dem Weber gar nichts wissen konnte, um daran anknüpfend einen Mord zu begehen, ermitteln die Beamten in eine andere Richtung. 
Jacky Herbst und Holm Brülls waren vor einigen Monaten in einen Vergewaltigungsfall verwickelt. Nach Angaben von Herbst sei auf einer Backstageparty lediglich etwas schiefgelaufen, doch das Opfer, die Comedykollegin Carlotta, liegt noch immer im Koma und nachweislich waren K.-o.-Tropfen im Spiel. So wie es aussieht, hat sich der Krankenpfleger Salvatore Müller zum selbsternannten Rächer entwickelt. Die Station im Krankenhaus, in der Carlotta gepflegt wird, gehört zu seinem Arbeitsbereich und er ist schon lange ein Fan der Comedy-Queen. 
Kurz nachdem den Ermittlern dieser Zusammenhang klar geworden ist, erschießt Müller Marvin Weber, dem er eine Mitschuld am Zustand von Carlotta gibt. Denn er beliefert die Medienstars mit Drogen, die in diesem Fall eine mangelhafte Qualität hatten und zu dem Koma von Charlotte geführt hatten. Emma Graf, die Unfallgegnerin von Herbst, ist Müllers Kollegin und von ihr hatte er die Geschichte mit den Schüssen auf Herbst und Brülls erfahren, was ihn auf die Idee brachte, nun den Rächer zu „spielen“. Um auch noch den letzten der seiner Meinung nach Schuldigen zu bestrafen, bringt er am Ende auch Jacky Herbst in seine Gewalt. Doch Erichsen und Kruse können verhindern, dass er auch ihn umbringt und nehmen Müller fest.

## Rezeption

### Einschaltquote
Bei der Erstausstrahlung am 20. Februar 2017 im ZDF erreichte der Film 5,75 Millionen Zuschauer und 16,9 Prozent des Gesamtmarktanteils.

### Kritiken
Thomas Gehringer von Tittelbach-TV bewertete die Episode positiv und schrieb: „‚Ladies First‘ besticht durch Tempo, Witz und die kluge Idee, dass die Comedians und ihre Pointen hier am wenigsten lustig sind. Wie gewohnt bietet Autor und Regisseur Lars Becker in seiner ‚Nachtschicht‘ originelle Typen, klasse Dialoge und ein erlesenes Ensemble (Jürgen Vogel, Nora von Waldstätten, Henry Hübchen) auf. […] Die Geschichte ist ein wenig unübersichtlich, nicht immer schlüssig, dafür aber wunderbar überdreht!“
Bei Quotenmeter.de meinte Sinedy Schering: „Jürgen Vogel mischt die ZDF-Krimireihe als Mario-Barth-Verschnitt auf.“ Weiter schrieb er: „Armin Rohde gibt wiederum eine gewohnt souveräne Performance als humoriger, dennoch ernstzunehmender Ermittler ab, dessen gemütliche Ausstrahlung im Film effizient durch Nora von Waldstätten […] aufgewogen wird.“
Tilmann P. Gangloff nennt den Film auf evangelisch.de eine „Groteske“. „Es ist schon seltsam, mit welcher Hartnäckigkeit sich der herausragende Krimiregisseur Lars Becker regelmäßig an Komödien versucht; als wolle er beweisen, dass das Klischee vom Komödianten, der endlich ernst genommen werden will, auch umgekehrt existiert.“ Nachtschicht: Ladies First sei „weder Fisch noch Fleisch.“ „Unterm Strich will Becker einfach zuviel, zumal es ihm nicht gelungen ist, die verschiedenen Handlungs- und Genre-Ebenen harmonisch miteinander zu verknüpfen, weshalb der Film weder als Krimi noch dramaturgisch echte Spannung aufbaut.“